# Полякова, Татьяна Александровна
Татьяна Алекса́ндровна Шма́кова (в замужестве — Полякова) (22 февраля 1955, Челябинск — 19 ноября 2014, Челябинск) — советский российский журналист, краевед, переводчик, историк архитектуры. Совместно с отцом создали краткий биобиблиографический словарь «Урал литературный» — первую на Урале региональную литературную энциклопедию. Член редколлегии и автор статей в энциклопедиях «Челябинск» и «Челябинская область». Инициатор издания и член редколлегии специализированного журнала «ЧАС: Человек. Архитектура. Строительство». Сотрудничала в журнале «Бюллетень архитектуры», в «Календаре знаменательных и памятных дат. Челябинская область», публиковала материалы краеведческого характера в газетах «Вечерний Челябинск», «Комсомолец», «Уральский курьер». Постоянный участник краеведческих конференций «Бирюковские чтения», с 1998 года член совета этого научного форума, посвященного памяти краеведа В. П. Бирюкова.

## Биография
Отец — Александр Андреевич Шмаков (1909—1985).
Родилась 22 февраля 1955 года в Челябинске.
Училась в средней школы № 1 г. Челябинска.
После получения школьного образования в 1971—1972 гг. — младший библиотекарь в Челябинской областной универсальной научной библиотеке. Поступила на факультет иностранных языков Челябинского государственного педагогического института (ныне — университет).
С отличием окончила иняз и с 1977 года работала переводчиком в отделе информации Главного архитектурно-планировочного управления администрации Челябинска.
В эти годы вместе с отцом работали над собранием сведений о писателях Урала; фактологический материал был собран к 1 января 1987 года. «Урал литературный» был издан в Челябинске в 1988 году.
Перешла на новую должность — ведущий специалист хозрасчетного архитектурно-планировочного бюро Главархитектуры с 1988 по 1998 годы.
 
В 1989 год умирает отец.
С 1998 года ведущий специалист, с 1999 года руководитель сектора информации Главархитектуры.
С 2001 года — ведущий библиограф МУП «Архитектурно-планировочный центр».
Один из последних проектов — подготовка библиографического сборника доктора исторических наук, профессора В. Н. Новосёлова, фондообразователя Объединённого государственного архива Челябинской области.
Скончалась 19 ноября 2014 в Челябинске.